# Длинная Мег и её дочери

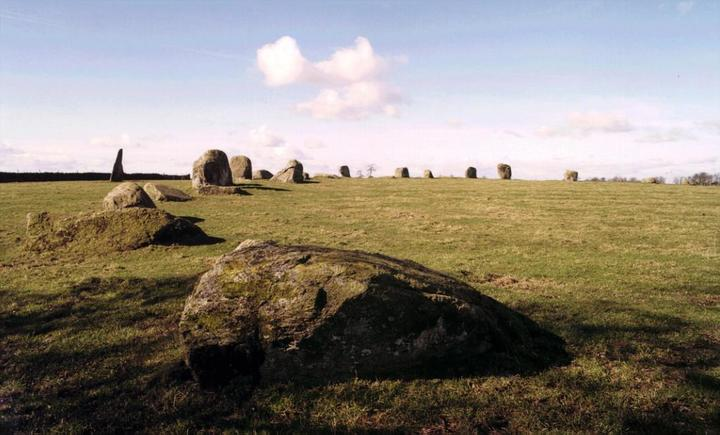
Южная дуга круга и монолит, вид с востока

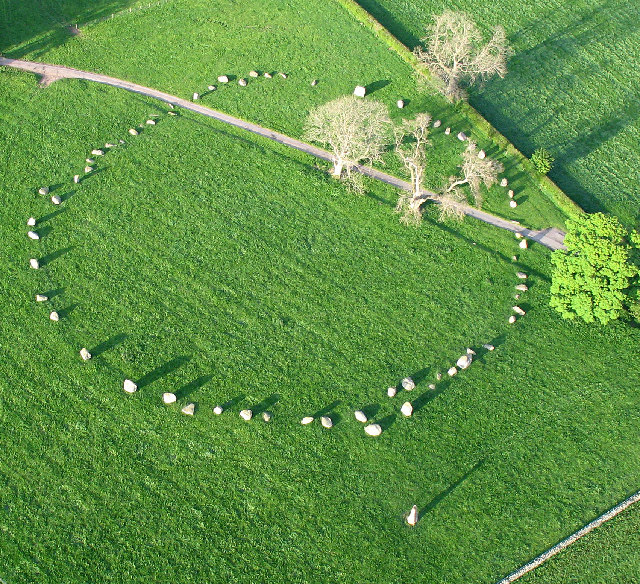
Фото 14.05.2005, 19:37

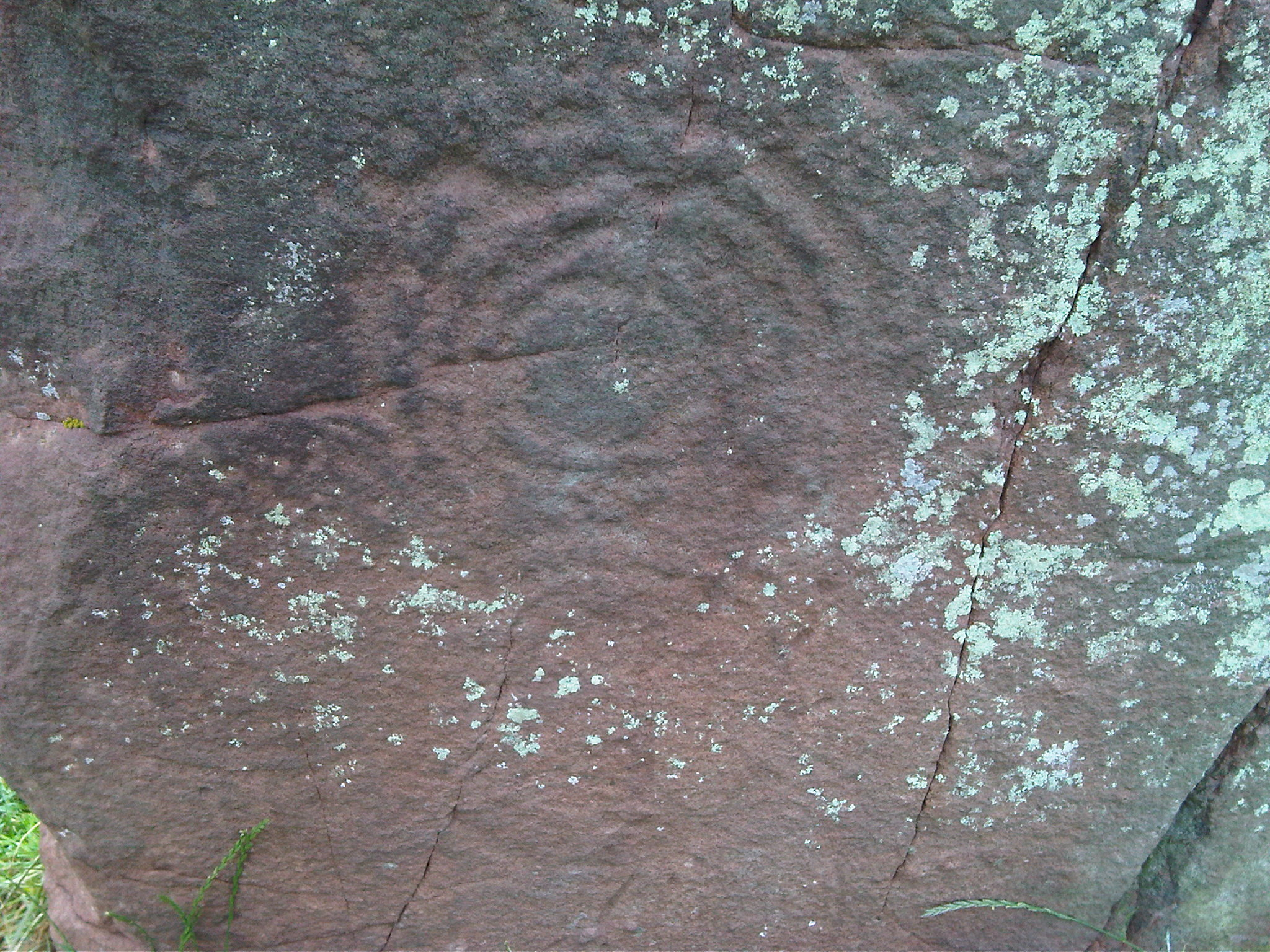
Один из трёх чашевидных знаков на Длинной Мег

Дли́нная Мег и её до́чери (англ. Long Meg and Her Daughters) — крупнейший кромлех на севере Англии, также известный под названием Круг Мо́ганби (англ. Maughanby Circle). Хронологически относится к бронзовому веку. Расположен близ города Пенрит. Это — самый большой каменный круг на севере Англии и шестой по величине в северо-западной Европе.
Основное сооружение состоит из 51 камня (из которых 27 остаются вертикальными), собранными в овальную фигуру длиной 100 м по её продольной оси. Возможно, первоначально было целых 70 камней. Сама «Длинная Мэг» — монолит из красного песчаника 3,6 м высотой, расположенный на расстоянии 18 м к юго-западу от круга, образованного её «Дочерьми». Длинная Мэг отмечена образцами искусства, относящегося к периоду постройки мегалита, включая чашевидный знак, спираль и кольца концентрических кругов.
Обри Бёрл утверждал, что Мэг более раннего времени, чем круг камней, и является не связанным с ним неолитическим менгиром.
Аэрофотосъемка выявила в округе несколько недатированных сооружений. Поблизости находится меньший каменный круг, называемый «Маленькая Мэг».
Самая известная из многих легенд, которые окружают камни, — что они были однажды местом шабаша ведьм, которые были превращены в камень волшебником из Шотландии по имени Майкл Скот. Говорят, что камни не могут быть сосчитаны, но если кто-то сможет пересчитать их дважды и оба раза получится одно и то же количество, то это принесёт неудачу. Другая легенда гласит, что если пройти по кругам и сосчитать число камней правильно, а затем приложить ухо к Длинной Мэг, то можно услышать её шёпот.
По преданию, название пошло от местной ведьмы, Мэг из Мэлдона, которая жила в начале 17-го столетия.